# Montegrappa
Le groupe Montegrappa est une entreprise italienne haut de gamme de plumes et stylos. Elle est active dans les instruments d'écriture avec joaillerie et horlogerie.

Le siège de la société mère est implanté au Monte Grappa, à Bassano del Grappa, en Vénétie, dans le nord-est de la péninsule.

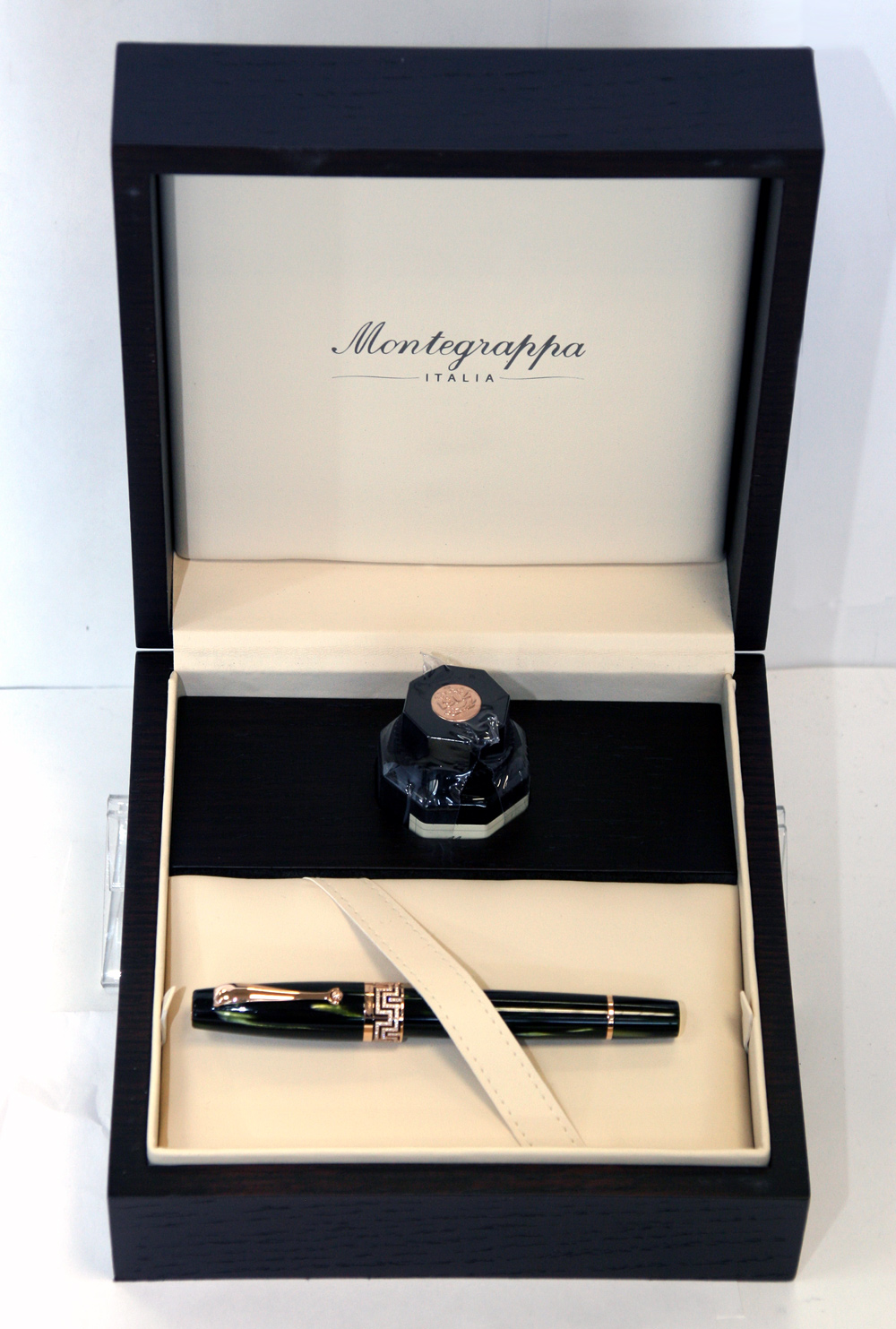
Un stylo plume de la marque

## Historique
Fondée par Edwige Hoffman et Heidrich Helmen en 1912, la société Montegrappa est la plus ancienne des sociétés italiennes fabricant des instruments d'écriture encore en activité, en particulier dans le segment haut de gamme. 
Dans ses débuts, la société fabrique de plumes et de stylos à plume en or. Située dans une zone de conflit dans le contexte de la première Guerre mondiale, la marque devient populaire entre les soldats stationnés à Bassano del Grappa.
En 1981, Montegrappa est acquise par Gianfranco Aquila. 
En 2000, le groupe de luxe Richemont, rachète Montegrappa à la famille Aquila, propriétaire de l'entreprise depuis les années 1970. Le but de ce rachat était de développer une synergie avec sa marque Montblanc.
En décembre 2009, le groupe annonce la revente de Montegrappa à la famille Aquila qui déclare vouloir repositionner et consolider la marque. Cependant le Groupe Richemont conserve 10 % du capital et l'ancien pilote de Formule 1 Jean Alesi possède également 10 % du capital. Il participe au conseil d'administration de la société[réf. nécessaire].
Par suite d'une augmentation de capital, la marque italienne verra son actionnariat revu et Richemont ne possèdera plus que 9 % de celui-ci, un actionnaire privé, une autre part de 9 %, la famille Aquila conservant majoritairement 72 % de ce capital[réf. nécessaire].
En 2012, Montegrappa recrute Paulo Coelho et Sylvester Stallone en tant qu'ambassadeurs de la marque. Ce dernier est également actionnaire de l'entreprise.